# 항원소변이
항원소변이(Antigenic drift)는 바이러스에 돌연변이가 축적됨에 따라 새로운 항원과 변종이 생기는 현상을 의미한다. 이 과정을 통해 새로이 형성되는 항원을 통해 기존 면역계의 항체가 새로 형성된 바이러스 변종을 인식하지 못하므로, 면역계로부터 은닉하여 개체 내에서 더 오래 생존하여 전염가능성을 높인다. 인플루엔자바이러스 A형과 인플루엔자바이러스 B형에서 발생한다.
대부분의 인플루엔자바이러스에서 항원소변이가 일어난다. 그 다음으로 많이 일어나는 것이 항원대변이로, 둘 다 바이러스 외피의 단백질 구조 변화를 야기한다는 점에서 공통점이 있다. 그러나 항원대변이는 다른 바이러스끼리 혼합되어 새로운 종류의 항원이 만들어지는 것으로 더욱 큰 변화를 만들어낸다. 반면 항원소변이는 더 넓은 바이러스종들에서 관찰된다. 질병의 유행기간과 숙주의 면역력이 항원소변이의 빈도에 영향을 미친다. 숙주의 강한 면역력은 진화압이 되어 새로운 항원이 발달하게 하는 요인으로 작용하고, 긴 유행기간은 이 진화합이 얼마나 지속되는지와 다름없다.

## 인플루엔자 바이러스
인플루엔자바이러스의 경우, 헤마글루티닌과 뉴라미니다아제의 두 단백질이 항원으로 작용한다. 헤마글루티닌은 바이러스가 숙주인 상피세포에 잘 결합하도록 돕는 역할을 하고, 뉴라미니다아제는 새로운 비리온이 숙주 세포로부터 출아되는 과정을 돕는다. 이 두 단백질은 숙주의 면역계가 인식하는 대상이 되어 지속적인 진화압에 놓여있다. 따라서 헤마글루티닌과 뉴라미니다아제 유전자에 발생하는 돌연변이들이 축적됨으로써 발생하는 항원소변이는 숙주의 기존 면역체계로부터 은닉하여 오래 생존할 수 있는 능력을 갖추게 한다. A형과 B형 인플루엔자 바이러스 및 기타 독감 바이러스주들 사이에서 널리 발생한다.
백신을 접종하여 면역이 부과된 개인에서는 헤마글루티닌이 숙주 세포의 수용체와 결합력을 강화하는 방향으로 점 돌연변이들이 축적되도록 진화압이 형성되지만, 특별히 면역을 부과하지 않은 자연상태의 개인에서는 단백질이 수용체와 결합력을 약화하는 방향으로 점 돌연변이가 축적된다. 만일 결합력을 강화하는 방향으로 진화압이 형성되면 헤마글루티닌의 진화가 매우 빠른 속도로 발생한다. 일례로, 헤마글루티닌 유전자의 일종인 HA1 도메인의 18번 코돈은 현 사회에서 계속 진화압을 받고 있는 것으로 밝혀졌다. 따라서 이런 이형변종 바이러스주에도 포괄적으로 적용될 수 있는 새로운 백신을 개발하여 항원소변이와 향후 발생할 새로운 인플루엔자 유행 및 범유행에도 효과적으로 대비할 수 있다.
인플루엔자 바이러스의 RNA 중합효소 역시 다른 RNA 바이러스들과 마찬가지로 교정기능이 결여되어있기 때문에 점 돌연변이가 매우 빈번하게(염기당 매년 1×10−3~8×10−3개의 돌연변이) 발생한다. 특히 이런 점 돌연변이가 바이러스 표면 단백질에 축적됨에 따라 숙주의 면역이 탐지하지 못하므로, 돌연변이의 장소와 횟수에 대한 연구가 지난 10년간 학계의 관심을 받아 꾸준히 이루어지고 있다.
항원소변이는 과거에 있던 독감유행의 원인으로 지목되기도 한다. 특히 4천만에서 1억명의 사람을 죽인 1918년 스페인 독감 사태의 원인으로 얼마 전까지 지목되기도 하였으나, 최근 조류 바이러스의 항원소변이가 그 원인임이 밝혀졌다. 사람을 비롯해 여러 동물들을 감염시킬 수 있는 인플루엔자바이러스 A형에서 가장 빈번하게 관측된다.

## 같이 보기
- 항원대변이

## 참고 문헌
- Boni MF (July 2008). “Vaccination and antigenic drift in influenza”. 《Vaccine》. 26 Suppl 3: C8–14. doi:10.1016/j.vaccine.2008.04.011. PMC 2603026. PMID 18773534.
- Gog JR (July 2008). “The impact of evolutionary constraints on influenza dynamics”. 《Vaccine》. 26 Suppl 3: C15–24. doi:10.1016/j.vaccine.2008.04.008. PMID 18773528.